# Joseph François Ignace Maximilien Schiner
Pour les articles homonymes, voir Schiner.

Joseph François Ignace Maximilien Schiner, né le 31 mai 1761 à Sion et mort le 27 février 1845 à Châteauneuf-sur-Loire (Loiret), est un général suisse des guerres de la Révolution et de l'Empire.

## Carrière

### Ancien régime
Joseph Schiner s'engage le 28 mars 1780, comme sous-lieutenant au régiment de Courten et sert avec ce régiment suisse à Belle-Île-en-Mer l'année suivante.

### Révolution française
Licencié comme tous les régiments suisses le 18 septembre 1792, Schiner intègre alors l'état-major de l'armée du Nord comme capitaine adjoint aux adjudants-généraux le 3 octobre 1792. Promu provisoirement adjudant-général chef de brigade le 11 octobre 1793, il participe à la prise de Menin le 31 mai 1794 au sein de la division Moreau.
Passé à l'armée d'observation du Rhin le 27 février 1799, il combat en Suisse comme chef d'état-major de la division Legrand.Il concourt à la victoire des forces helvético-françaises lors de la Bataille de Finges le 27 mai 1799. Passé à la division Montrichard, il participe aux batailles de Stockach et de Moesskirch, au lendemain de laquelle il est nommé général de brigade le 6 mai 1800. Il est blessé deux fois lors de la fin de la campagne.
Employé le 1er juin 1801 à la 1re division militaire (Paris), il est muté le 28 avril 1803 au camp de Nimègue et commande la 3e brigade de la division Montrichard au sein de la nouvelle armée de Hanovre. Muté au camp de Saint-Omer le 28 mars 1805, il remplace le 25 août le général Saligny à la tête d'une brigade de la division Vandamme au sein du 4e corps d'armée.

### Premier Empire
Après la capitulation de Memmingen, le général Schiner est chargé par le maréchal Soult de l'exécution de la convention. Il participe à la bataille d'Austerlitz à la tête de sa brigade, composée du seul 24e régiment d'infanterie légère et de ses 1 300 hommes. Il fait ensuite les campagnes de Prusse et de Pologne sous Vandamme, Leval et Carra-Saint-Cyr.
Mis en disponibilité le 3 février 1808, il exerce des commandements territoriaux puis reprend du service en 1809 à la tête du contingent hessois de la division Carra-Saint-Cyr. Après avoir combattu en Allemagne, il est rappelé en France le 1er février 1810. De 1810 à 1812, le général Schiner commande le département du Loiret, malgré un cours intermède au début de l'année 1812 où il commande une brigade de la garde nationale, puis est envoyé à Utrecht en 1813.

### Restauration
D'abord mis en non-activité au retour des Bourbons, il commande le département des Hautes-Pyrénées de janvier au 1er juin 1815. Mis à la retraite dès septembre 1815, il est élevé au grade de lieutenant-général honoraire le 23 septembre 1818.
Il est compris dans la réorganisation de l'état-major de 1831 puis remis à la retraite le 11 juin 1832.

## Distinctions
Le général Schiner est fait commandeur de l'ordre de la Légion d'honneur le 14 juin 1804 et chevalier de Saint-Louis le 13 août 1814. Il est aussi titulaire de la grand'croix de l'Ordre de Louis de Hesse.
Il est créé baron de l'Empire, par décret du 19 mars 1808, lettres patentes du 12 novembre 1809.